# Coleocephalocereus aureus
Coleocephalocereus aureus ist eine Pflanzenart aus der Gattung Coleocephalocereus in der Familie der Kakteengewächse (Cactaceae). Das Artepitheton aureus stammt aus dem Lateinischen, bedeutet ‚goldgelb‘ und verweist auf die Dornen und Blütenfarbe der Art.

## Beschreibung
Coleocephalocereus aureus wächst anfangs kugelförmig, wird später kurz säulenförmig, verzweigt an der Basis und bildet Gruppen. Die trübgrünen Trieben erreichen bei Durchmessern von 6 bis 7 Zentimetern Wuchshöhen von 20 bis 40 Zentimetern. Es sind 10 bis 16 Rippen vorhanden, die noch ein wenig in Höcker aufgelöst sind. In den Kerben zwischen den Höckern sitzen die Areolen, die weiße Wolle tragen. Die 1 bis 4 dicken, aufrechten Mitteldornen sind goldgelb und nadelig. Sie sind 2 bis 5 Zentimeter lang. Die 10 bis 15 goldgelben Randdornen sind nadelig und weisen eine Länge von 0,5 bis 1,5 Zentimetern auf. Das sehr breite Cephalium besteht aus dicken Büscheln 1 bis 2 Zentimeter langer Wolle und reichlich goldgelben 2 bis 3 Zentimeter langen Borsten.
Die Blüten sind gelb bis limonengrün, 3 bis 3,7 Zentimeter lang und haben Durchmesser von 1,2 bis 1,5 Zentimetern. Die roten Früchte erreichen Durchmesser von 1,6 bis 2,2 Zentimetern und werden 1,2 bis 1,5 Zentimeter lang.

## Verbreitung, Systematik und Gefährdung
Coleocephalocereus aureus ist im brasilianischen Bundesstaat Minas Gerais verbreitet.
Die Erstbeschreibung erfolgte 1968 durch Friedrich Ritter. Ein nomenklatorisches Synonym ist Buiningia aurea (F.Ritter) Buxb. (1971).
In der Roten Liste gefährdeter Arten der IUCN wird die Art als „Least Concern (LC)“, d. h. als nicht gefährdet geführt.

## Nachweise